# Никос Икономопулос
Никос Икономопулос (на гръцки: Νικος Οικονομοπουλος) е гръцки певец, (лайка) изпълнител.
Става известен след участието си в музикалното шоу Dream Show – The Music 2, което печели. Работил е съвместно с изпълнители като Stamatis Gonidis и Nikos Makropoulos, с Anna Vissi започва концерти в Африка.

## Биография
Роден е на 30 юни 1984 година в Патра, Гърция. Остава в родния си град до 17-годишна възраст, след това започва да пее в разни градове, първоначално в Пелопонес, а след това и в Северна Гърция. През декември 2006 година печели риалити шоуто по канал ALPHA Dream Show.
Първият му албум излиза през ноември 2007 година, озаглавен Първа любов. От този албум се открояват няколко песни като: Δεν είσαι ενταξει, Όλα για σένα, Κοίτα να μαθαίνεις, Δυο Σπασμένα Ποτήρια и Αυτό το αστέρι.
През 2008 година Никос Икономопулос е отличен с наградата за най-добър нов изпълнител на MAD Video Music Awards.
През декември 2008 година излиза макси сингъла, озаглавен Και μη γυρίζεις от звукозаписна компания SONY MUSIC GREECE, същия месец излиза и вторият му студиен албум Άκουσα....
През юни 2009 година на MAD Video Music Awards получава втората си награда, този път за най-добър видеоклип към песента Σύγχρονο Λαϊκό. Следващият му албум Κατάθεση Ψυχής също му носи голям успех. 

## Дискография
- 2007: Μάτια μου (cd single) – „Очите ми“ (сингъл)
- 2007: Πρώτη αγάπη – „Първа любов“
- 2008: Και μη γυρίζεις (maxi single) – „И не се връщай“ (макси сингъл)
- 2008: Ακουσα... – „Чух“
- 2009: Κατάθεση Ψυχής – „Душата си давам“
- 2010: Δώρο για σένα – „Подарък за теб“
- 2011: Θα είμαι εδώ – „Аз съм тук“
- 2012: Εννοείται – „Разбира се“
- 2013: Ειλικρινα – „Откровено“
- 2014: Gia Xilious Logous – „Хиляди причини“
- 2015: Ένα Μικρόφωνο Κι Εγώ – „Един микрофон и аз“
- 2016: Einai Kati Laika (cd single) – „Просто лайка“
- 2017: 10 – „Десет“
- 2018: Τώρα Tι Να Το Κάνω (cd single) – „Сега за какво ми е това?“
- 2019: Dio Zoes - "Два Живота" ,Βαλ' Το Τέρμα- "Поставете го на място", ,Καθημερινά - "Ежедневно"
- 2020:Εμένα Να Ακος- "Слушай ме", Σκάσε Ένα Φιλί -"Прекъснете целувката"
- 2021:Πρώτη Θέση- " Първи номер", Από Έρωτα.-"От Любовта"
- 2022: Πάλι Γύρισα - "Пак се върнах",  Όσο Τίποτα Σε Θέλω -  "Стига да не искам нищо от теб"